# Rejon chabarski
Rejon chabarski (ros.  район) – rejon na terenie wchodzącego w skład Rosji syberyjskiego Kraju Ałtajskiego
Rejon zamieszkuje ok. 21,3 tys. osób; całość populacji stanowi ludność wiejska, gdyż w skład tej jednostki podziału terytorialnego nie wchodzi żadne miasto.
Ośrodkiem administracyjnym rejonu jest  wieś Chabary.